# منتخب تونس لكرة السلة للمحليين
منتخب تونس لكرة السلة للمحليين (بالفرنسية: 'Équipe de Tunisie de basket-ball A)‏ هو المنتخب الذي يجمع أفضل اللاعبين التونسيين المحليين في لعبة كرة السلة. تشرف على المنتخب الجامعة التونسية لكرة السلة.

## الفريق الحالي
المفتاح : C (لاعب الوسط), PF (لاعب الهجوم قوي الجسم), SF (لاعب الهجوم صغير الجسم), SG (المدافع مسدد الهدف), PG (لاعب الهجوم الخلفي)

## مقالات ذات صلة
- منتخب تونس لكرة السلة
- منتخب تونس لكرة السلة للمحليين
- منتخب تونس لكرة السلة للسيدات
- منتخب تونس تحت 20 سنة لكرة السلة
- منتخب تونس تحت 19 سنة لكرة السلة
- منتخب تونس تحت 17 سنة لكرة السلة
- منتخب تونس تحت 20 سنة لكرة السلة للسيدات
- منتخب تونس تحت 19 سنة لكرة السلة للسيدات
- منتخب تونس تحت 17 سنة لكرة السلة للسيدات
- منتخب تونس لكرة السلة 3x3
- منتخب تونس تحت 23 سنة لكرة السلة 3x3
- منتخب تونس تحت 18 سنة لكرة السلة 3x3
- منتخب تونس لكرة السلة 3x3 للسيدات
- منتخب تونس تحت 23 سنة لكرة السلة 3x3 للسيدات
- منتخب تونس تحت 18 سنة لكرة السلة 3x3 للسيدات
- الجامعة التونسية لكرة السلة

## روابط خارجية
- الموقع الرسمي للجامعة التونسية لكرة السلة.